# Kwadwo Duah
Kwadwo Antwi Duah (Londen, 24 februari 1997) is een Zwitsers voetballer die doorgaans speelt als aanvaller. In juli 2023 verruilde hij 1. FC Nürnberg voor het Bulgaarse PFK Ludogorets. Duah is van Ghanese afkomst, maar debuteerde in 2024 in het Zwitsers voetbalelftal.

## Clubcarrière

### Young Boys
Duah is een jeugdproduct van BSC Young Boys. Hij maakte zijn debuut in de Zwitserse Super League op 30 juli 2016 tegen FC Lugano, waarbij hij na 78 minuten Yoric Ravet verving. Op 13 augustus scoorde hij in de beker tegen SC Veltheim zijn eerste doelpunt in het clubvoetbal, gevolgd door nog een goal in de volgende ronde tegen FC Bazenheid. Op 2 oktober scoorde hij tegen FC St. Gallen zijn eerste doelpunt in de competitie. Hij speelde veertien wedstrijden in zijn eerste halfjaar bij Young Boys, maar werd voor de rest van het seizoen uitgehuurd aan Neuchâtel Xamax, dat een niveautje lager speelde in de Challenge League. Daar scoorde hij één goal in elf wedstrijden.
Vervolgens werd hij de volgende drie seizoenen telkens uitgeleend aan clubs in de Challenge League, met wisselend succes. Bij FC Winterthur scoorde hij zes keer in 25 wedstrijden, bij Servette tweemaal in elf wedstrijden en bij FC Wil twaalf keer in 35 wedstrijden.

### FC St. Gallen
Op basis van zijn laatste seizoen bij FC Wil tekende Duah bij FC St. Gallen, dat uitkwam in de Super League. Daar scoorde hij tien goals in 37 wedstrijden. Het jaar erop scoorde hij zelfs achttien goals in 39 wedstrijden en bereikte hij de bekerfinale, die met 4-1 verloren werd van FC Lugano.

### FC Nürnberg
In de zomer van 2022 trok Duah naar 1. FC Nürnberg, dat uitkwam op het tweede niveau in Duitsland. Daar scoorde hij elf keer in 33 competitiewedstrijden. 

### Ludogorets
Op 19 juli 2023 tekende Duah bij PFK Ludogorets dat uitkomt in de Parva Liga. Ook daar scoorde hij makkelijk: in zijn eerste seizoen scoorde vijftien keer in 37 wedstrijden, zijn op-een-na beste aantal. 

## Clubstatistieken
| Seizoen         | Club              | Competitie       | Competitie | Competitie | Beker | Beker | Internationaal | Internationaal | Totaal | Totaal |
| Seizoen         | Club              | Competitie       | Wed.       | Dlp.       | Wed.  | Dlp.  | Wed.           | Dlp.           | Wed.   | Dlp.   |
| --------------- | ----------------- | ---------------- | ---------- | ---------- | ----- | ----- | -------------- | -------------- | ------ | ------ |
| 2016/17         | Young Boys        | Super League     | 6          | 1          | 2     | 2     | 6              | 0              | 14     | 3      |
| 2016/17         | → Neuchâtel Xamax | Challenge League | 11         | 1          | 0     | 0     | –              | –              | 11     | 1      |
| 2017/18         | → FC Winterthur   | Challenge League | 25         | 5          | 1     | 1     | –              | –              | 26     | 6      |
| 2018/19         | → Servette        | Challenge League | 11         | 2          | 0     | 0     | –              | –              | 11     | 2      |
| 2019/20         | → FC Wil          | Challenge League | 33         | 12         | 2     | 0     | –              | –              | 35     | 12     |
| 2020/21         | FC St. Gallen     | Super League     | 32         | 9          | 4     | 1     | 1              | 0              | 37     | 10     |
| 2021/22         | FC St. Gallen     | Super League     | 33         | 15         | 6     | 3     | –              | –              | 39     | 18     |
| 2022/23         | 1. FC Nürnberg    | 2. Bundesliga    | 33         | 11         | 4     | 0     | –              | –              | 37     | 11     |
| 2023/24         | PFK Ludogorets    | Parva Liga       | 24         | 13         | 6     | 1     | 7              | 1              | 37     | 15     |
| Carrière totaal | Carrière totaal   | Carrière totaal  | 208        | 69         | 25    | 8     | 14             | 1              | 247    | 78     |

Bijgewerkt tot en met 23 juni 2024.

## Internationale carrière
Duah, geboren in Londen, Engeland, verhuisde op jonge leeftijd naar Zwitserland. Hij is van Ghanese afkomst en heeft zowel de Ghanese als de Zwitserse nationaliteit. Hij werd op 7 juni 2024 door bondscoach Murat Yakin opgenomen in de Zwitserse selectie voor het EK 2024 in Duitsland. Op het toernooi scoorde Duah in de met 1–3 gewonnen groepswedstrijd tegen Hongarije het openingsdoelpunt in de twaalfde minuut, wat zijn eerste interlanddoelpunt was. Zwitserland overleefde uiteindelijk ongeslagen een groep met ook Schotland en Duitsland en won in de achtste finales van Italië (2–0), voordat het in de kwartfinales op strafschoppen werd uitgeschakeld door Engeland. Duah kwam ook tegen Duitsland en Italië in actie.
1 Sommer ·
2 Stergiou ·
3 Widmer ·
4 Elvedi ·
5 Akanji ·
6 Zakaria ·
7 Embolo ·
8 Freuler ·
9 Okafor ·
10 Xhaka  ·
11 Steffen ·
12 Mvogo ·
13 Rodríguez ·
14 Zuber ·
15 Zesiger ·
16 Sierro ·
17 Vargas ·
18 Duah ·
19 Ndoye ·
20 Aebischer ·
21 Kobel ·
22 Schär ·
23 Shaqiri ·
24 Jashari ·
25 Amdouni ·
26 Rieder ·
Coach: Yakin